# Чрезвычайное положение
Чрезвыча́йное положе́ние, или ЧП — особый правовой режим деятельности органов государственной власти и управления, предприятий, учреждений и организаций, вводимый в стране или отдельных её районах для защиты от внешней или внутренней угрозы, поддержания общественного порядка. Режим чрезвычайного положения предполагает ограничение прав и свобод граждан, юридических лиц, а также возложение на них дополнительных обязанностей.
Прообраз режима чрезвычайного положения усматривают в институте justitium, характерного для римского права. Со времён гражданских войн в Древнем Риме (133—30 до н. э.) принималось специальное постановление сената (senatus consultum ultimum), наделявшее магистратов чрезвычайными полномочиями. Оно принималось при возникновении внешней или внутренней опасности для существования республики и предоставляло установленным должностным лицам чрезвычайные полномочия, а в крайних случаях всем гражданам для «спасения государства». По мнению Джорджо Агамбена, юстициум «означал приостановление не только действий судебных властей, но и права как такового».
В эпоху Великой французской революции и Наполеоновских войн возникает и утверждается институт осадного положения (état de siège): декрет Учредительного собрания от 8 июля 1791; закон Директории от 27 августа 1797 года; декрет Наполеона I от 24 декабря 1811 года). Конституция VIII года (1799—1802) предусматривала временное приостановление действия этого основного закона. Статья 14 Хартии 1814 года наделяла суверена правом «издавать уставы и необходимые распоряжения ради исполнения законов и безопасности государства». Осадное положение прямо было предусмотрено в Дополнительных актах (Acte additionnel) к Конституции 1815 года. После этого понятие прошло вошло во французское законодательство и неоднократно применялось в стране, в частности, в период конституционных кризисов (например, осадное положение было введено 24 июля 1848 года после Февральской революции 1848 года). Для этого французского института и перенявшего его других правовых систем характерно то, что осадное положение, в отличие от германской правовой традиции, вводилось решением законодательной власти.

## Чрезвычайное положение в мире

### Чрезвычайное положение в XX веке
- 23 марта 1933 года — май 1945 года — чрезвычайное положение введено в Веймарской Германии президентом Гинденбургом специальным «Законом о чрезвычайных полномочиях») после «поджога Рейхстага». Действие закона продлено Гитлером на неопределённый срок, и он действовал на протяжении всей истории существования Третьего рейха.
- С 19 мая 1948 года по настоящее время — в Израиле[4].
- С 16 декабря 1950 по 14 сентября 1978 года — в США, введено президентом Трумэном во время Корейской войны, отменено Конгрессом США после того, как было обнаружено, что состояние чрезвычайного положения по окончании Корейской войны никем не было отменено.
- Чрезвычайное положение в Египте, 2011 год.С 1963 года по апрель 2011 года (48 лет) действовало чрезвычайное положение в Сирии, введённое Партией арабского социалистического возрождения (БААС)[5].
- В 1975—1977 годах, при правительстве Индиры Ганди, режим чрезвычайного положения действовал в Индии.
- В 1976 году в США был принят особый порядок введения чрезвычайного положения (National Emergencies Act[англ.]), при котором одновременно могут действовать множество ЧП. В результате на сегодняшний день[когда?] в США действуют 31 чрезвычайное положение, старейшее из которых было введено в 1979 году (связано с санкциями в адрес Ирана); большинство других также введено в обеспечение международных санкций. Все эти «чрезвычайные положения» продлеваются ежегодно[6][7].
- С 1981 года по февраль 2011 года (около 30 лет) действовало чрезвычайное положение в Египте, введённое Хосни Мубараком, сразу после вступления в должность президента страны и отменённое после сложения им своих полномочий.
- 3 октября по 4 октября 1993 года — Борис Ельцин вводит чрезвычайное положение в Москве с целью подавления протестующих против разгона Верховного Совета.

### Чрезвычайное положение в XXI веке
- 14 сентября 2001 — введено в США после терактов 11 сентября; неоднократно продлевалось, последний раз в сентябре 2017 президентом Трампом.
- конец апреля 2007 — вводилось в Эстонии, в связи с переносом Бронзового солдата и связанных с этим массовыми беспорядками
- ноябрь 2007 — вводилось в Грузии
- ноябрь 2007 — введено в Пакистане
- март 2008 — введено в Армении
- июнь-июль 2008 — вводилось в Монголии
- январь 2009 — введено в Словакии
- апрель 2009 — введено в США (вспышка свиного гриппа)
- апрель 2009 — введено в Таиланде
- апрель 2010 — введено в Киргизии, см. Переворот в Кыргызстане (2010)
- В августе 2010 — в семи регионах России: в Марий Эл, Мордовии, а также во Владимирской, Воронежской, Московской, Нижегородской и Рязанской областях[8] (на территории которых были лесные пожары, перекинувшиеся на населённые пункты) — вводился режим чрезвычайной ситуации (не путать с чрезвычайным положением).
- 11 января 2013 — введено в Мали (до 6 июля 2013)[9]
- 28 января 2013 — введено в Египте в трёх провинциях: Порт-Саиде, Суэце и Исмаилии
- 14 августа 2013 — введено в Египте во всех провинциях, сроком на один месяц
- 24 января 2014 — Верховный Совет Автономной республики Крым (в составе Украины) выдвигает предложение ввести ЧП в связи с событиями на Евромайдане.
- 30 июня 2014 — введён режим ЧС в Ростовской области в связи с наплывом беженцев с востока Украины.
- 14 ноября 2015 — введено во Франции в связи с террористической атакой.
- c 25 по 28 апреля 2016 года — введён режим ЧС на всей территории РФ в связи с масштабными учениями по борьбе с паводками и пожарами[10].
- 20 июля 2016 — введено в Турции в связи с попыткой военного переворота, сроком на три месяца.
- 15 марта 2020 — введено в Казахстане в связи с COVID-19, оно продлилось до 11 мая 2020 года
- 16 марта — 1 мая 2020 — введено в Эстонии в связи с COVID-19
- 16 марта 2020 — введено в Армении в связи с COVID-19
- 18 марта 2020 — введено в Португалии в связи с COVID-19
- 21 марта 2020 — введено в Грузии в связи с COVID-19
- 25 марта 2020 — введено в Киргизии в связи с COVID-19
- 5 августа 2020 — введено в Бейруте, столице Ливана в связи со взрывами в порту Бейрута
- 1 февраля 2021 — введено в Мьянме сроком на один год, см. Военный переворот в Мьянме (2021)
- 5 января 2022 — введено в Казахстане в связи с протестами и попыткой государственного переворота.
- 23 февраля 2022 — введено на Украине сроком на 30 дней в связи с обострением на Донбассе
- 7 декабря 2022 — введено в Перу в связи с протестами

## Чрезвычайное положение по странам

### Россия

#### Чрезвычайное положение в Российской империи
Положение усиленной (чрезвычайной) охраны было законодательно установлено в 1881, вскоре после убийства Александра II, в качестве временной меры, но сразу же превратилось в постоянную: возобновляясь особым постановлением каждый год, исключительное в ряде регионов (прежде всего, в столицах) действовало непрерывно с 1881 года до Февральской революции.
Чрезвычайное положение в Российской империи именовалось «исключительным» и могло быть двух видов: положение усиленной охраны (более мягкий режим) и положение чрезвычайной охраны (более жёсткий режим). К чрезвычайному положению примыкал ещё ряд мер по увеличению полномочий властей в регионах, примыкающих к регионам, объявленным на исключительном положении, а также общее расширение полномочий государства по всей Империи. В некоторых случаях, во время революции 1905—1907 годов, вводилось ещё более жёсткое военное положение, при котором основные властные полномочия передавались военным властям.

#### Чрезвычайное положение в РСФСР и СССР
8 марта 1923 года был принят декрет ВЦИК и СНК РСФСР «Положение о чрезвычайных мерах охраны революционного порядка». Согласно статье 4 декрета чрезвычайное положение (называемое, как и в Российской империи, исключительным) вводится постановлением ВЦИК и СНК по представлению НКВД. Декрет ВЦИК и СНК РСФСР от 10.05.1926 «О чрезвычайных мерах охраны революционного порядка», заменявший указанное Положение новым, предусматривал, что исключительное предложение вводится постановлением Президиума ВЦИК и СНК РСФСР по представлению НКВД (статья 6). В дальнейшем, с принятием, на основе новой союзной Конституции, Конституции РСФСР 1937 года, упразднившей ВЦИК и его Президиум, применение Положения стало невозможным, а сама Конституция не определяла орган, правомочный вводить военное, чрезвычайное или исключительное положение. Принятая годом ранее новая общесоюзная Конституция также обходила этот вопрос стороной, определяя лишь объявление Президиумом ВС СССР состояния войны (п. «н» статьи 49), мобилизации (п. «о») и военного положения (п. «т»). Аналогичным образом порядок введения ЧП обходили вниманием первоначальные редакции основных законов 1977 и 1978 годов.
Закон СССР от 1 декабря 1988 года № 9853-XI отнёс введение чрезвычайного положения к компетенции Президиума Верховного Совета СССР (п. 14 ст. 119), однако в 1990 году, в связи с учреждением поста Президента СССР, это право было разделено между главой Советского государства и Верховным Советом.
Закон СССР «О правовом режиме чрезвычайного положения» был принят в апреле 1990 года. Согласно закону, чрезвычайное положение на территории союзных, автономных республик либо в их одной отдельной местности мог объявить Верховный совет этой союзной или автономной республики; на всей территории СССР чрезвычайное положение мог объявить Верховный совет СССР. Президент СССР мог вводить чрезвычайное положение в отдельных местностях только с согласия Президиума Верховного совета СССР или Верховного совета союзной или автономной республики.
В августе 1991 года в ходе Августовского путча ГКЧП предпринял попытку введения в стране чрезвычайного положения.

#### Чрезвычайное положение в Российской Федерации
В Российской Федерации чрезвычайное положение вводит Президент страны при обстоятельствах, предусмотренных Федеральным Конституционным Законом «О чрезвычайном положении», с незамедлительным сообщением об этом Совету Федерации и Государственной Думе.
Федеральный конституционный закон «О чрезвычайном положении» был подписан Президентом РФ Владимиром Путиным 30 мая 2001 года и вступил в силу с момента его опубликования. Закон заменил одноимённый акт, принятый Верховным Советом РСФСР 17 мая 1991 года.
Ранее Государственная Дума предпринимала несколько попыток подготовки и принятия закона, особенно в период действия режима чрезвычайного положения на части территории Республики Северная Осетия и Ингушской Республики (1992—1995), однако ни одна из этих попыток не увенчалась успехом.
Новый Закон «О чрезвычайном положении» вводит понятие целей и обстоятельств введения чрезвычайного положения. Чрезвычайное положение вводится для «устранения обстоятельств, послуживших основанием для введения чрезвычайного положения, обеспечения защиты прав и свобод человека и гражданина, защиты конституционного строя Российской Федерации» (ст. 2).
Чрезвычайное положение вводится лишь при наличии обстоятельств, представляющих «непосредственную угрозу жизни и безопасности граждан или конституционного строя Российской Федерации». Такие основания подразделяются на две категории:
- попытки насильственного изменения конституционного строя Российской Федерации, вооружённый мятеж, региональные конфликты и т. п.
- чрезвычайные ситуации природного и техногенного характера, стихийные бедствия и т. п. (ст. 3).

Чрезвычайное положение вводится указом Президента РФ на всей территории Российской Федерации сроком не более 30 суток или в отдельных местностях сроком не более 60 суток с правом их продления новым указом Президента.
Указ Президента о введении чрезвычайного положения не требует предварительного согласования с руководством субъектов Федерации, однако он должен быть одобрен Советом Федерации «в возможно короткие сроки», в течение 72 часов с момента обнародования указа. Указ, не утверждённый Советом Федерации, автоматически утрачивает свою силу по истечении трёх суток с момента его обнародования.
Указ должен содержать «исчерпывающий перечень временных ограничений прав и свобод граждан Российской Федерации, иностранных граждан и лиц без гражданства, прав организаций и общественных объединений».
При введении чрезвычайного положения на всей территории страны Совет Федерации и Государственная Дума продолжают свою работу в течение всего периода его действия, а при введении чрезвычайного положения на части территории Российской Федерации выборы и референдумы не проводятся до момента отмены чрезвычайного положения при автоматическом продлении срока полномочий соответствующих выборных органов государственной власти, органов местного самоуправления и должностных лиц.
Обеспечивают режим чрезвычайного положения в основном органы внутренних дел и уголовно-исправительной системы, федеральные органы безопасности и внутренние войска, однако в исключительных случаях допускается привлечение Вооружённых Сил Российской Федерации, других войск, воинских формирований и органов.
Закон предусматривает возможность введения «особого управления» территорией, на которой объявлен режим чрезвычайного положения, после соответствующего предупреждения, обращённого Президентом РФ к населению и должностным лицам органов государственной власти субъекта РФ и органов местного самоуправления, действующих на такой территории.
В России после распада СССР чрезвычайное положение на общефедеральном уровне не вводилось.

### США
В США законом «National Emergencies Act», от 1976 года, предусматривается возможность объявления чрезвычайного положения Президентом страны сроком на 6 месяцев с правом его продления неограниченное количество раз.

### Израиль
Чрезвычайное положение действует в Израиле непрерывно с 19 мая 1948 года (практически с момента образования государства Израиль)